# Xylotrechus integer
Xylotrechus integer là một loài bọ cánh cứng trong họ Cerambycidae.